# Mutia
Mutia è una municipalità di sesta classe delle Filippine, situata nella Provincia di Zamboanga del Norte, nella regione della Penisola di Zamboanga.
Mutia è formata da 16 baranggay:
- Alvenda
- Buenasuerte
- Diland
- Diolen
- Head Tipan
- New Casul
- New Siquijor
- Newland
- Paso Rio
- Poblacion
- San Miguel
- Santo Tomas
- Tinglan
- Totongon
- Tubac
- Unidos